# Psilurus incurvus
Psilurus es un género monotípico de plantas herbáceas perteneciente a la familia de las poáceas. Su única especie, Psilurus incurvus, es originaria de la región del Mediterráneo hasta Afganistán.

## Descripción
Es una planta anual con tallos de hasta 40 cm de altura, estriados, glabros o antrorso-escábridos sobre todo en la inflorescencia. Hojas con lígula de 0,1-0,2 mm, truncada; limbo de 10-40 x 0,2-0,5 mm, canaliculado, glabro. Espigas de 3-15 (-20) cm. Glumas más o menos escariosas, la inferior de la espiguilla terminal de 0,2-0,4 mm; la superior de 0,4-1 mm, triangular-ovada, más o menos escariosa. Lema de 3,7-5 mm, linear-lanceolada, con dorso antrorso-escábrido; arista de 3-6,5 mm, escábrida, más o menos violácea. Pálea de 3,7-4,5 (-5) mm, linear-lanceolada, anttorso-escábrida en el ápice. Cariopsis de c. de 4 mm, glabra. 2n = 28. Florece de marzo a junio.

## Taxonomía
Psilurus incurvus fue descrita por (Gouan) Schinz & Thell. y publicado en Vierteljahrsschrift der Naturforschenden Gesellschaft in Zürich 58: 40. 1913.
Etimología
El nombre del género deriva de las palabras griegas psilos, delgado y oura, cola, refiriéndose a la espiga delgada.
Citología
Tiene un número de cromosomas de: x = 7. 2n = 14 y 28. 2 y 4 ploidias. Cromosomas ‘grandes’.
Sinonimia
- Asprella aristata (L.) Kuntze
- Asprella nardiformis Host
- Nardus aristata L.
- Nardus incurva Gouan
- Nardus monandra (Cav.) Raspail
- Psilurus aristatus (L.) Duval-Jouve
- Psilurus hirtellus Simonk.
- Psilurus incurvus var. hirtellus (Simonk.) Asch. & Graebn.
- Psilurus nardoides Trin.
- Psilurus rottboellioides Griff.
- Rottboellia monandra Cav.[4][5]